# Andrea Sawatzki

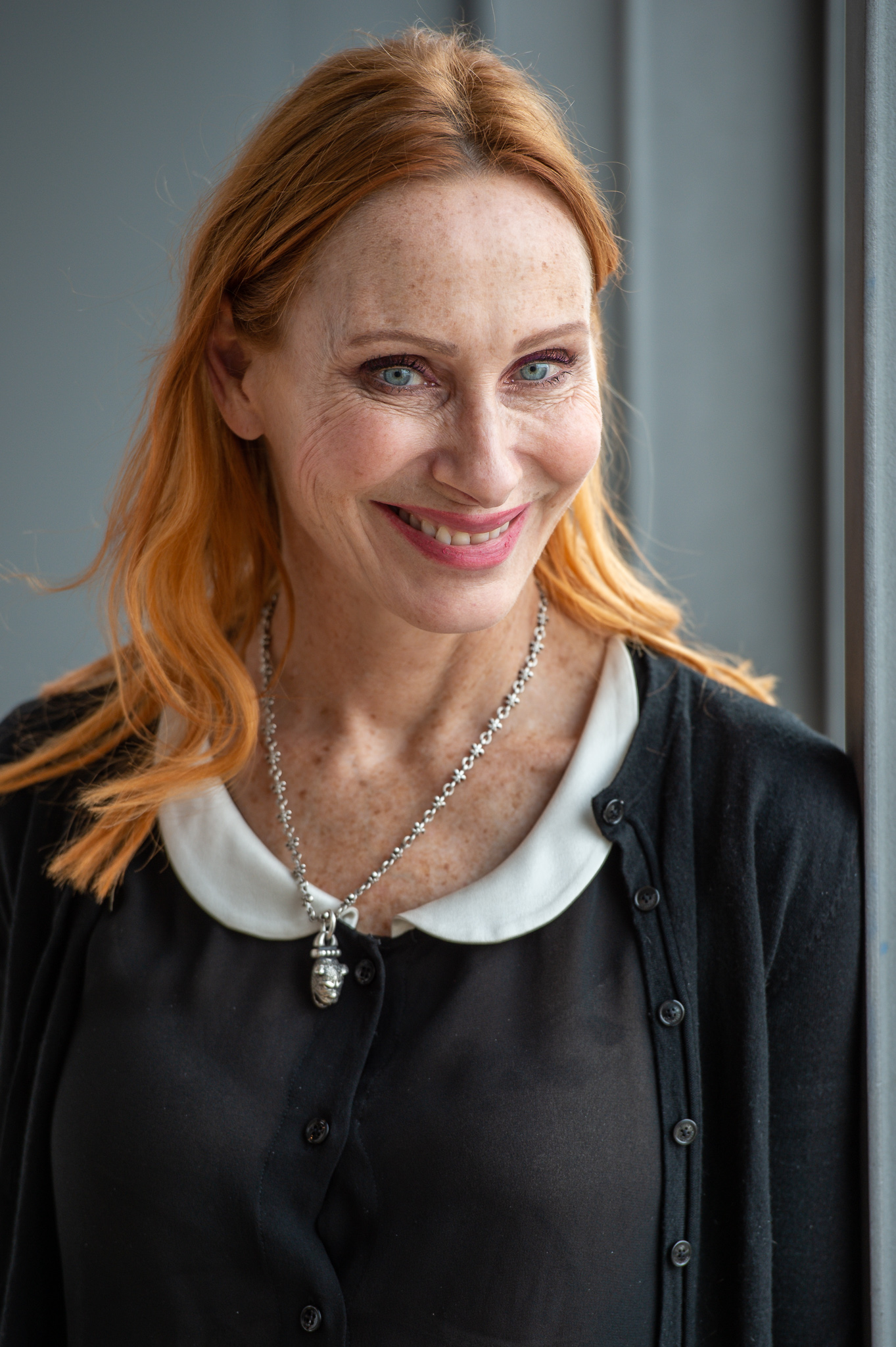
Andrea Sawatzki, 2019

Andrea Sawatzki (* 23. Februar 1963 in Schlehdorf) ist eine deutsche Schauspielerin, Hörbuchsprecherin und Autorin. Ihren Durchbruch hatte sie 1997 in Rainer Kaufmanns Die Apothekerin. Sie wurde durch die Fernsehreihe Tatort als Frankfurter Oberkommissarin Charlotte Sänger und als Gundula Bundschuh in der ZDF-Komödienreihe Familie Bundschuh bekannt, deren Drehbuch sie auch schreibt.

## Leben

### Privates

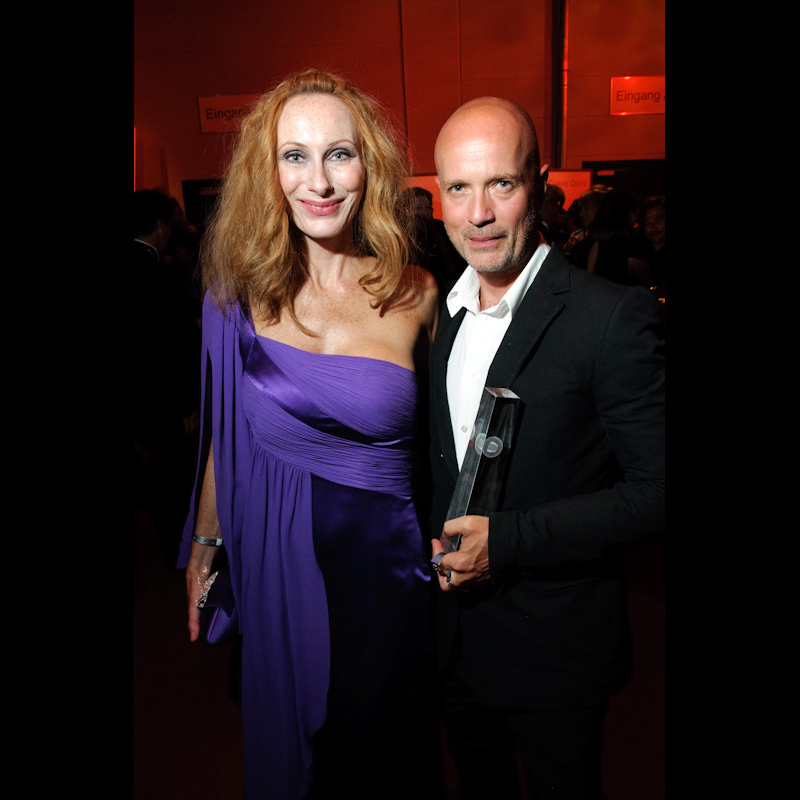
Andrea Sawatzki mit ihrem Ehemann Christian Berkel, 2009

Andrea Sawatzki ist die Tochter einer Krankenschwester und des Journalisten Günther Sawatzki (1906–1978). Sie wuchs in Vaihingen an der Enz auf. Seit 1998 lebt sie mit ihrem Schauspielkollegen Christian Berkel zusammen. Aus der Beziehung stammen zwei gemeinsame Söhne (* 1999 und * 2002). Das Paar heiratete im Dezember 2011 und lebt in Berlin-Schlachtensee.

### Schauspielkarriere
Nach dem Abitur begann Sawatzki ihr Studium an der Neuen Münchner Schauspielschule, das sie 1987 abschloss. Daneben absolvierte sie ein Praktikum an den Münchner Kammerspielen. Von 1988 bis 1992 spielte sie an Theatern in Stuttgart, Wilhelmshaven und München.
1988 übernahm sie ihre erste Filmrolle in Faust – Vom Himmel durch die Welt zur Hölle. Es folgten in den 1990er Jahren Episodenrollen in TV-Serien wie Florian (1990), Der Fahnder (1993), Wolffs Revier (1994) und Adelheid und ihre Mörder (1996).
Eine durchgehende Serienrolle hatte sie 1993 als Luise Gehbauer in der ARD-Fernsehserie Auf Achse. Von 1995 bis 1998 war sie in der Fernsehserie A.S. – Gefahr ist sein Geschäft die Sonja Hersfeld.
Ab 1995 wurde sie auch für Rollen in Fernsehfilmen besetzt, wie in Helden haben's schwer (Regie: Klaus Gendries, 1996), Atemlos durch die Nacht (Regie: Stefan Lukschy, 1996), Champagner und Kamillentee (Regie: Marijan David Vajda, 1997) und Und alles wegen Mama (Regie: Hermine Huntgeburth, 1998). In Dieter Wedels sechsteiligem Sat.1-Fernsehdrama Der König von St. Pauli (1998) war sie in der Rolle der Regine Fischer zu sehen.
1997 hatte sie als Alma Siebert in der Ingrid-Noll-Romanverfilmung Die Apothekerin ihren Durchbruch als Filmschauspielerin. Es folgten weitere tragende Rollen in Kinofilmen, wie Bandits (1997), Late Show (1999) oder Harte Jungs (2000). In dem dreiteiligen Fernsehfilm Die Manns – Ein Jahrhundertroman (2001) spielte sie die Schauspielerin und Übersetzerin Pamela Wedekind. Weitere Filme waren Joseph Vilsmaiers Leo und Claire (2001) und Das Experiment (2001).
Im Jahr 2003 spielte sie in dem für den Grimme-Preis nominierten Liebesfilm Mein erster Freund, Mutter und ich aus der Reihe made by ProSieben mit. Am Renaissance-Theater Berlin spielte sie 2004 erstmals an der Seite ihres Mannes Christian Berkel in Edward Albees Die Ziege oder Wer ist Sylvia?. Ab 2010 verkörperte sie die Hausfrau Isabella „Bella“ Jung in der ZDF-Filmreihe Bella. Für ihre Darstellung in der Pilotfolge Bella Vita wurde sie 2011 mit dem Bayerischen Fernsehpreis als beste Schauspielerin in der Kategorie „Fernsehfilm“ ausgezeichnet. In der ebenfalls sechsteiligen ZDF-Fernsehserie Klimawechsel (2010) spielte sie die Kunstlehrerin Desirée Dische, die verzweifelt versucht, die Beziehung zu ihrem Freund und dem Yogalehrer Ronnie (Kai Schumann) mit Kind und Job unter einen Hut zu bringen.
Darüber hinaus spielte sie in der internationalen Serie Borgia (2011) die Rolle der Adriana De Mila. In der Mediensatire Das große Comeback (2011) war sie an der Seite von Uwe Ochsenknecht in einer der beiden Hauptrollen als Fernsehredakteurin Ute Meier-Thiel zu sehen.
Im Rahmen der Fernsehreihe Familie Bundschuh ist sie seit 2015 neben Axel Milberg, der ihren Filmehemann spielt, Protagonistin in den Verfilmungen ihrer eigenen Romane rund um Gundula und Gerald Bundschuh.
Sawatzki wirkte auch in zahlreichen Kinder- und Jugendproduktionen mit. In dem Märchenfilm Brüderchen und Schwesterchen, der im Dezember 2008 in der ARD im Rahmen der Märchenreihe Sechs auf einen Streich erstmals ausgestrahlt wurde, verkörperte sie die Rolle der bösen Stiefmutter. In den Kinder- und Jugendfilmen Hilfe, ich hab meine Eltern geschrumpft (2018) und Hilfe, ich hab meine Freunde geschrumpft (2021) war sie als für Unruhe sorgender Geist in Gestalt der ehemaligen, verstorbenen Schuldirektorin Hulda Stechbarth zu sehen. Das Handelsblatt lobte sie für ihre dort gezeigte Leistung, so heißt es in einer Filmkritik: „Schauspielerischer Höhepunkt [...] ist der Auftritt von Andrea Sawatzki als von den Toten auferstandene Direktorin: Sawatzki legt eine preiswürdige, sowohl Furcht einflössende als auch urkomische Performance ab“.

### TatortundPolizeiruf 110
Nachdem Andrea Sawatzki zwischen 1991 und 2000 in vier Folgen der ARD-Krimireihe Tatort in Gastrollen mitgewirkt hatte, übernahm sie von 2001 bis 2009 die feste Rolle der Oberkommissarin Charlotte Sänger, die an der Seite ihres Kollegen Fritz Dellwo (Jörg Schüttauf) insgesamt 18 Fälle in und um Frankfurt am Main löste. 2005 wurde sie mit dem Adolf-Grimme-Preis für den Tatort: Herzversagen ausgezeichnet, zusammen mit Jörg Schüttauf, Stephan Falk und Thomas Freundner, 2006 mit dem Hessischen Fernsehpreis für ihre Darstellung im Tatort: Das letzte Rennen.
Von 1995 bis 2004 verkörperte sie innerhalb der Krimireihe Polizeiruf 110 in den Folgen der Ermittler Küppers und Möller die Figur Gabi Bauer vom Morddezernat, die mit dem Streifenbeamten Sigi Möller (Martin Lindow) im Bergischen Land eine Beziehung führt.

### Sprecherin und Moderation
Neben ihrer Arbeit in Film und Fernsehen betätigt sie sich als Sprecherin von Hörbüchern, unter anderem für die Serie TV-Kommissare lesen Krimis den Titel Die Maus in der Ecke (2006) und für die Brigitte-Hörbuch-Edition Starke Stimmen den Roman Glennkill (2006).
Als Synchronsprecherin lieh sie in der Roald-Dahl-Verfilmung Der fantastische Mr. Fox der Hauptrolle der Mrs. Fox ihre Stimme. 2012 erhielt sie den Deutschen Animations-Sprecherpreis beim Trickfilmfestival Stuttgart für ihre Sprechrolle der Jill im Animationsfilm Der gestiefelte Kater, die im Original von Amy Sedaris synchronisiert wurde. Seit 2015 führt sie als Moderatorin durch die TLC-Crime-Doku-Reihe Deadly Sins – Du sollst nicht töten.

### Autorin

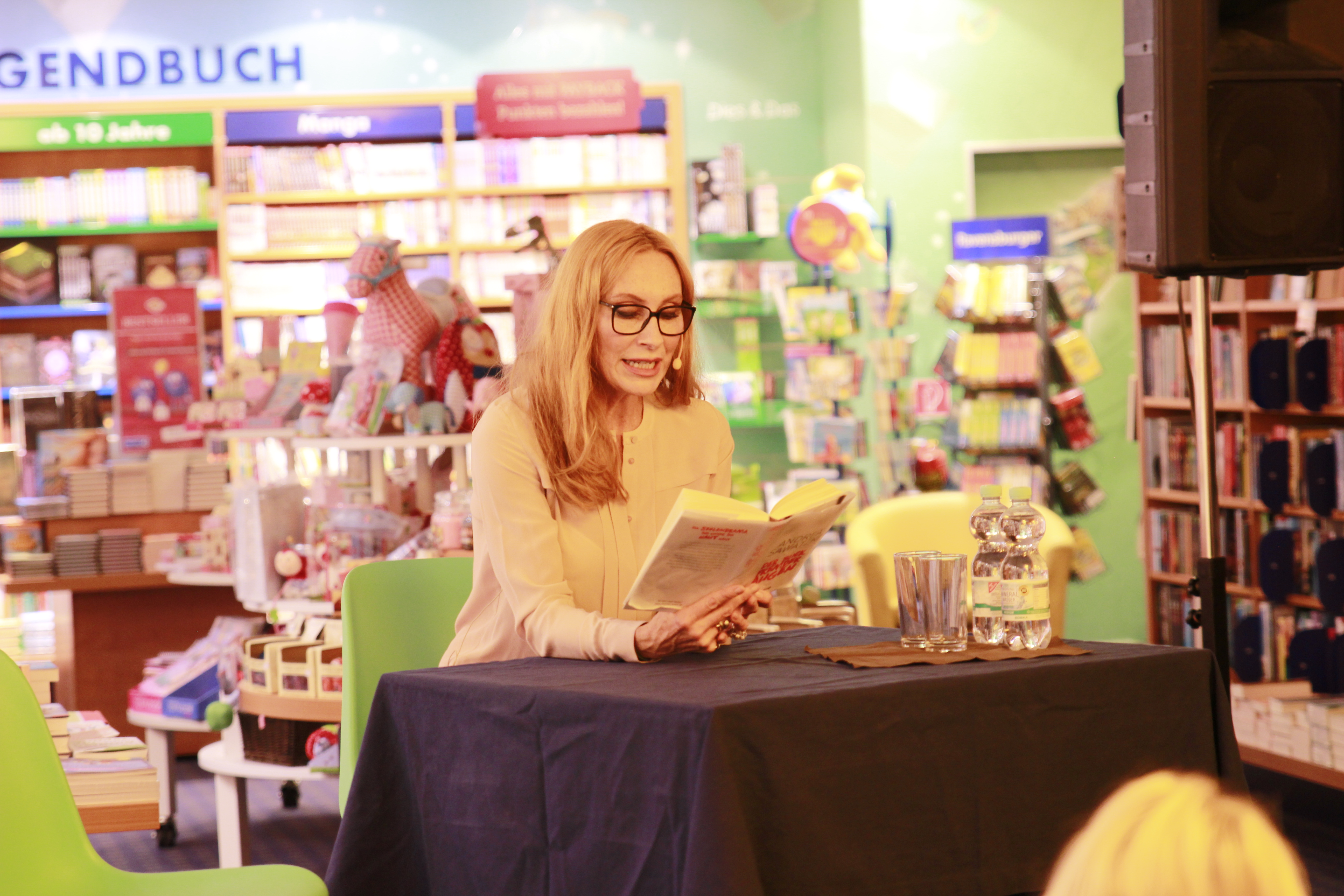
Andrea Sawatzki, 2015

Im März 2013 erschien ihr erster Roman Ein allzu braves Mädchen und dazu ein von ihr eingesprochenes Hörbuch. Seit Oktober selben Jahres veröffentlicht sie in unregelmäßigen Abständen im Piper Verlag Romane um die von ihr erfundene Familie Bundschuh, die seit 2015 in der gleichnamigen ZDF-Reihe mit ihr in der Hauptrolle verfilmt werden.
Ihr erster Bundschuh-Roman Tief durchatmen, die Familie kommt spielt an Weihnachten und erschien 2013, 2014 folgte der zweite Bundschuh-Roman Von Erholung war nie die Rede. 2015 folgte mit Der Blick fremder Augen ein Kriminalroman. 2016 erschien der dritte Teil der Bundschuh-Buchreihe Ihr seid natürlich eingeladen. Im Oktober 2019 folgte mit Andere machen das beruflich die vierte Romanveröffentlichung der Bundschuh-Reihe, die im März 2021 mit dem fünften Band Woanders ist es auch nicht ruhiger fortgesetzt wurde.

### Weitere Aktivitäten
2003 stand Sawatzki für eine erotische Fotoserie in der April-Ausgabe des Playboy vor der Kamera. 2007 war sie Patin des Deutschen Kinderpreises. 2011 tanzte sie in der 4. Staffel der RTL-Tanzshow Let’s Dance mit dem italienischen Profitänzer Stefano Terrazzino und belegte den achten Platz.
2020 trat sie in der NDR-Gameshow Hätten Sie’s gewusst? als Expertin zum Thema Hunde an. 2021 nahm sie an einer Folge der Show Terra X teil. Zudem war sie mehrfach Gast in der Quizshow Wer weiß denn sowas? Sie setzt sich für Pflegekräfte in der COVID-19-Pandemie in Deutschland ein.
In der fünften Staffel der ProSieben-Sendung The Masked Singer schaffte es Sawatzki als „Das Axolotl“ bis ins Halbfinale und schied als Fünftplatzierte aus.

## Filmografie

### Kinofilme (Auswahl)
- 1996: Die Mutter des Killers

- 1997: Das Leben ist eine Baustelle
- 1997: Bandits
- 1997: Die Apothekerin
- 1999: Late Show
- 1999: Südsee, eigene Insel
- 2000: Harte Jungs
- 2001: Das Experiment
- 2001: Ein göttlicher Job
- 2001: Leo und Claire
- 2002: Scherbentanz
- 2002: Der Unbestechliche
- 2005: Erkan & Stefan in Der Tod kommt krass
- 2007: Der andere Junge
- 2010: Je ne vous oublierai jamais
- 2011: Mein Bruder, sein Erbe und ich
- 2018: Hilfe, ich hab meine Eltern geschrumpft
- 2018: HERRliche Zeiten
- 2019: Cleo
- 2019: Zoros Solo
- 2019: Hilfe, ich hab meine Freunde geschrumpft
- 2020: Notes of Berlin
- 2022: Freibad
- 2023: Thabo – Das Nashorn-Abenteuer

### Fernsehfilme
- 1995: Das Schwein – Eine deutsche Karriere, 3-teilig
- 1997: Champagner und Kamillentee
- 1998: Und alles wegen Mama
- 1998: Der König von St. Pauli, 6-teilig
- 1998: Tod auf Amrum
- 1999: Apokalypso – Bombenstimmung in Berlin
- 2001: Nur mein Sohn war Zeuge
- 2001: Die Manns – Ein Jahrhundertroman, 3-teilig
- 2002: Der Mann von nebenan
- 2002: Die Affäre Semmeling, 6-teilig
- 2003: Mein erster Freund, Mutter und ich
- 2004: Küss mich, Kanzler!
- 2004: Schöne Witwen küssen besser
- 2005: Der Mann von nebenan lebt!
- 2006: Das Schneckenhaus
- 2006: Helen, Fred und Ted
- 2007: Frühstück mit einer Unbekannten
- 2008: Vom Atmen unter Wasser
- 2008: Brüderchen und Schwesterchen (ARD-Märchenfilmreihe Sechs auf einen Streich)
- 2009: Entführt, mehrteilig
- 2011: Das große Comeback
- 2012: Meine Tochter, ihr Freund und ich
- 2013: Herztöne
- 2015: Es kommt noch besser
- 2016: Zwei verlorene Schafe
- 2018: Südstadt
- 2018: Bella Germania, mehrteilig
- 2019: Es bleibt in der Familie
- 2019: Scheidung für Anfänger
- 2019: Nimm Du ihn
- 2020: Matze, Kebab und Sauerkraut
- 2021: Sportabzeichen für Anfänger
- 2021: Sprachlos in Irland
- 2023: Sterben ist auch keine Lösung
- 2023: Rapunzel und die Rückkehr der Falken
- 2024: Querschuss
- 2024: Entführen für Anfänger

### Fernsehserien und -reihen
- 1991: Tatort: Der Fall Schimanski (Fernsehreihe)
- 1992: Tatort: Unversöhnlich
- 1993: Auf Achse (6 Folgen)
- 1993: Der Fahnder (Folge Eine Landpartie)
- 1994: Wolffs Revier (Folge Die Geisel)
- 1994: Tatort: Die Frau an der Straße
- 1995: Schwarz greift ein (Folge Auferstehung)
- 1995: Schwurgericht (Fernsehreihe)
- 1995–1998: A.S. – Gefahr ist sein Geschäft (26 Folgen)
- 1995–2014: Polizeiruf 110 (Fernsehreihe) → siehe Episodenliste
- 1996: Adelheid und ihre Mörder (Folge Liebe, Tod und Leidenschaft)
- 1996: Tresko – Im Visier der Drogenmafia
- 1997: Ein Mord für Quandt (Folge Pech und Schwefel)
- 1997: Bella Block: Geldgier (Fernsehreihe)
- 1997: Faust – Abflug
- 1998: Mordkommission (Folge Tod eines Biedermanns)
- 1999: Klemperer – Ein Leben in Deutschland
- 2000, 2006: Der letzte Zeuge (2 Folgen)
- 2000: Tatort: Der schwarze Skorpion
- 2000: SK Kölsch (Folge Ich sehe was, was du nicht siehst)
- 2001: Kommissar Rex (Folge Der Tod kam zweimal)
- 2001: Die Cleveren (Folge Sorgen einer Mutter)
- 2002: Rosa Roth – Geschlossene Gesellschaft (Fernsehreihe)
- 2002–2010: Tatort (Fernsehreihe) → siehe Charlotte Sänger
- 2005–2006: Arme Millionäre (12 Folgen)
- 2010: Klimawechsel (6 Folgen)
- 2010–2014: Bella (Fernsehreihe) → siehe Folgen
- 2011–2013: Borgia (8 Folgen)
- seit 2015: Familie Bundschuh (Fernsehreihe) → siehe Besetzung
- 2016: Der Athen-Krimi – Trojanische Pferde (Fernsehreihe)
- 2016: Lotta & der dicke Brocken (Fernsehreihe)
- 2018: Im Wald – Ein Taunuskrimi (Fernsehreihe)
- 2020: Herzkino.Märchen: Schneewittchen am See
- 2023: Das Fest der Liebe
- 2023: Club Las Piranjas
- 2024: Pauline (Miniserie)
- 2024: Reisen mit Muddi (6 Folgen)

## Hörbücher (Auswahl)
- 2004: Verschwiegene Kanäle von Donna Leon, Der Hörverlag, ISBN 978-3-89940-439-5.
- 2006: In einem anderen Buch von Jasper Fforde, Patmos, ISBN 978-3-491-91207-6.
- 2006: Der Fall Jane Eyre von Jasper Fforde, Patmos, ISBN 978-3-491-91191-8.
- 2006: Die Maus in der Ecke von Ruth Rendell, Der Hörverlag, ISBN 978-3-89940-829-4.
- 2006: Glennkill von Leonie Swann, Random House Audio, ISBN 978-3-86604-188-2.
- 2007: Gut gegen Nordwind von Daniel Glattauer, mit Christian Berkel, Hörbuch Hamburg, ISBN 978-3-89903-415-8. (DE: Gold (Hörbuch-Award))[14]
- 2007: Vater unser. von Jilliane Hoffman, Argon Verlag, ISBN 978-3-86610-168-5.
- 2007: Romy Schneider: Portrait Vol. 5 von Hildegard Knef, Roof Music, ISBN 978-3-938781-48-7.
- 2007: In Liebe, Agnes von Håkan Nesser, RH Audio, ISBN 978-3-86604-725-9.
- 2007: Gottlos, von Karin Slaughter, Argon Verlag, ISBN 978-3-86610-257-6.
- 2007: Lösegeld für einen Hund von Patricia Highsmith, Der Audio Verlag, ISBN 978-3-89813-706-5.
- 2007: Alle sieben Wellen von Daniel Glattauer, mit Christian Berkel, Hörbuch Hamburg, ISBN 978-3-89903-648-0.
- 2008: City of Bones von Cassandra Clare, Lübbe, ISBN 978-3-7857-3526-8.
- 2008: City of Ashes von Cassandra Clare, Lübbe, ISBN 978-3-7857-3089-8.
- 2008: Des Teufels Werk von Minette Walters, Random House Audio, ISBN 978-3-86604-102-8.
- 2009: City of Glass von Cassandra Clare, Lübbe 2009, ISBN 978-3-7857-4180-1.
- 2009: Nacht unter Tag von Val McDermid, Argon Verlag Berlin, ISBN 978-3-86610-637-6.
- 2009: Schattauers Tochter von Arno Orzessek, Hörkultur Medien, ISBN 978-3-9523087-9-0.
- 2009: Bunker von Andrea Maria Schenkel, Hörbuch Hamburg, ISBN 978-3-89903-658-9.
- 2009: Der erste Verdacht von Helene Tursten, Random House Audio, ISBN 978-3-8371-0093-8.
- 2010: Mädchenfänger von Jilliane Hoffman, Argon Verlag, ISBN 978-3-8398-1032-3.
- 2010: Garou: Ein Schafthriller von Leonie Swann, Goldmann Verlag, ISBN 978-3-442-31224-5.
- 2010: Flavia de Luce: Mord im Gurkenbeet. von Alan Bradley, Silberfisch Verlag bei Hörbuch Hamburg, ISBN 978-3-86742-676-3.
- 2010: Flavia de Luce: Mord ist kein Kinderspiel von Alan Bradley, Silberfisch Verlag bei Hörbuch Hamburg, ISBN 978-3-86742-682-4.
- 2011: Endzeit von Liz Jensen, Der Hörverlag München, gekürzt. ISBN 978-3-86717-721-4.
- 2011: Ich.darf.nicht.schlafen von S.J. Watson, Argon Verlag Berlin, ISBN 978-3-8398-9231-2.
- 2011: Mord auf Spitzbergen von Anne B. Ragde, Random House Audio, ISBN 978-3-8371-1258-0. (Wunderbare Weihnachtsmorde)
- 2012: City of Fallen Angels von Cassandra Clare, Lübbe, ISBN 978-3-7857-4547-2.
- 2012: Alle Rache will Ewigkeit von Val McDermid, Argon Verlag Berlin, ISBN 978-3-8398-1128-3.
- 2013: Ein allzu braves Mädchen von Andrea Sawatzki, Hörbuch Hamburg HHV GmbH, ISBN 978-3-86952-165-7.
- 2013: Mittelstadtrauschen von Margarita Kinstner, Hörbuch Hamburg, ISBN 978-3-89903-880-4.
- 2014: Die Wunderübung von Daniel Glattauer, mit Christian Berkel, Peter Jordan und Wolfram Koch, Hörbuch Hamburg, ISBN 978-3-89903-888-0.
- 2014: Von Erholung war nie die Rede von Andrea Sawatzki, gelesen von der Autorin, Osterwoldaudio, Hamburg, ISBN 978-3-86952-225-8.
- 2015: Stimmen von Ursula Poznanski, Argon Verlag GmbH. Rowohlt, Reinbek b. Hamburg 2015.
- 2018: Die Mitternachtsbande von David Walliams, Argon Verlag, ISBN 978-3-8398-4168-6.
- 2019: Nemesis von Jilliane Hoffmann (Die C.-J.-Townsend-Reihe 4), Argon Verlag, ISBN 978-3-8398-1687-5.
- 2020: Das Haus der Frauen von Laetitia Colombani (gemeinsam mit Ruth Reinecke), Argon Verlag, ISBN 978-3-8398-1782-7.
- 2021: Woanders ist es auch nicht ruhiger von Andrea Sawatzki, gelesen von der Autorin, Osterwold audio, Hamburg, ISBN 978-3-86952-490-0.
- 2021: Also dann in Berlin ... von Alice Brauner (gemeinsam mit Christian Berkel), Argon Verlag, ISBN 978-3-7324-5705-2.
- 2022: Brunnenstraße (Autorenlesung), Hörbuch Hamburg, ISBN 978-3-86952-545-7.
- 2025: Biarritz (Autorenlesung), Hörbuch Hamburg, ISBN 9783844937329.

## Bibliografie
- Ein allzu braves Mädchen. Piper, München 2013, ISBN 978-3-492-05566-6.[15]
- Der Blick fremder Augen. Droemer Knaur, München 2015, ISBN 978-3-426-28139-0.
- Brunnenstraße. Piper, München 2022, ISBN 978-3-492-07053-9.
- Biarritz. Piper, München 2025, ISBN 978-3-492-07266-3.

Bundschuh-Romane
1. Tief durchatmen, die Familie kommt. Piper, München 2013, ISBN 978-3-492-05636-6.
2. Von Erholung war nie die Rede. Piper, München 2014, ISBN 978-3-492-05672-4.
3. Ihr seid natürlich eingeladen. Piper, München 2016, ISBN 978-3-492-31211-0.
4. Andere machen das beruflich. Piper, München 2019, ISBN 978-3-492-06089-9.
5. Woanders ist es auch nicht ruhiger. Piper, München 2021, ISBN 978-3-492-06247-3.

## Auszeichnungen
- 2005: Adolf-Grimme-Preis für Tatort: Herzversagen (zusammen mit Jörg Schüttauf, Stephan Falk und Thomas Freundner)
- 2006: Deutscher Comedypreis – Beste Schauspielerin für Arme Millionäre
- 2006: Hessischer Fernsehpreis für ihre Darstellung als Kommissarin in Tatort: Das letzte Rennen
- 2007: World Film Festival Montréal – Beste Schauspielerin für: Der andere Junge
- 2009: Deutscher Vorlesepreis – Lesewerk
- 2010: Jupiter
- 2011: Bayerischer Fernsehpreis als beste Schauspielerin in der Kategorie Fernsehfilm für ihre Rolle in Bella Vita[16]
- 2011: Preis für Schauspielkunst beim Festival des deutschen Films[17]
- 2012: Deutscher Animations-Sprecherpreis beim Trickfilmfestival Stuttgart für ihre Sprechrolle in Der gestiefelte Kater